# Понталто (Латина)
Понталто је насеље у Италији у округу Латина, региону Лацио.
Према процени из 2011. у насељу је живело 75 становника. Насеље се налази на надморској висини од 2 м.